# Little Buffalo River (Großer Sklavensee)
Der Little Buffalo River (englisch für „kleiner Büffel-Fluss“) ist ein Zufluss des Großen Sklavensees im Norden der kanadischen Provinz Alberta und im Süden der Nordwest-Territorien.

## Flusslauf
Der Little Buffalo River hat seinen Ursprung in dem kleinen See Tth’ël kué (vormals Thultue Lake) im Wood-Buffalo-Nationalpark im Norden von Alberta. Er fließt nach Nordosten und später nach Norden. Der Fluss erreicht die Grenze zu den Nordwest-Territorien. Er bildet nun die Ostgrenze des Nationalparks. Der Little Buffalo River fließt ein Stück in östlicher Richtung und wird bei Flusskilometer 199 vom Fort Smith Highway (Highway 5) überquert. Er wendet sich nun nach Nordnordwest und fließt westlich des Slave River zum Großen Sklavensee. Etwa 40 km vor der Mündung endet die Grenze des Nationalparks. Der Fort Resolution Highway (Highway 6) überquert den Little Buffalo River 1,5 km oberhalb der Mündung. Hier befindet sich der gleichnamige Ort sowie der Little Buffalo River Crossing Territorial Park. Die Mündung des Little Buffalo River liegt 110 km östlich von Hay River. Der Buffalo River mündet 70 km westlich der Mündung des Little Buffalo River in den Großen Sklavensee. Der Little Buffalo River hat eine Länge von etwa 300 km.

## Hydrologie
Am Pegel 07PB002, unterhalb Alberta Highway 5 bei Flusskilometer 190 gelegen, beträgt der mittlere Abfluss (MQ) 2,96 m³/s. Der höchste monatliche mittlere Abfluss tritt im Mai auf und liegt bei 9,45 m³/s.